# Девід Ост
Девід Ост (англ. David Ost; нар. 1955) — американський політолог і публіцист, який досліджує польські постсоціалістичні трансформації.

## Життєпис
Закінчив Університет штату Нью-Йорк. Свою наукову кар'єру він почав в Університеті Вісконсин-Медісон, де в 1986 році захистив докторську дисертацію на факультеті політичних наук. Того ж року отримав роботу в Hobart and William Smith Colleges.
У своїй науково-дослідній роботі займається історією «Солідарності» і постсоціалістичними трансформаціями в Польщі.
Викладав, зокрема, в нью-йоркській Новій школі, а також у Варшавському та Центрально-європейському університетах.
Публікується в польській пресі, зокрема в «Газеті Виборчій», «Dzienniku» і на сторінках польського видання журналу «Le Monde diplomatique». У США його статті публікували, зокрема, «The New York Times» і «The Nation».
Був нагороджений Медаллю 25-річчя «Солідарності».
Після початку повномасштабного російського вторгнення в Україну критикував неспроможність значної частини західних лівих підтримати Україну.

## Праці
- Defeat of Solidarity: Anger and Politics in Postcommunist Europe. Cornell University Press, 2005. (англ.)
- Solidarność a polityka antypolityki. Przekład: Sergiusz Kowalski. Gdańsk: Europejskie Centrum Solidarności, 2014. 352 s. (пол.)

### Публікації українською
- Поразка солідарності: гнів і політика у посткомуністичній Європі [Архівовано 19 серпня 2017 у Wayback Machine.] // Спільне. — 14 серпня 2017